# Mamoiada
Mamoiada est une commune de la province de Nuoro dans la région Sardaigne en Italie.

## Administration
| Période                                  | Période  | Identité        | Étiquette | Qualité |
| ---------------------------------------- | -------- | --------------- | --------- | ------- |
| 10 mai 2005                              | En cours | Graziano Deiana |           |         |
| Les données manquantes sont à compléter. |          |                 |           |         |

### Communes limitrophes
Fonni, Gavoi, Nuoro, Ollolai, Orani, Orgosolo, Sarule

### Évolution démographique
Habitants recensés